# Mann Act
Der Mann Act ist ein Bundesgesetz der Vereinigten Staaten, das am 25. Juni 1910 in Kraft trat und nach dem amerikanischen Politiker James Robert Mann (1856–1922) benannt ist. Dieses Gesetz verbot es in der ursprünglichen Fassung, Frauen oder Mädchen zur Prostitution oder für andere „unmoralische Zwecke“ von einem Bundesstaat in einen anderen zu bringen.
Seit 1986 ist das Gesetz geschlechtsneutral formuliert, gilt also auch hinsichtlich männlicher Prostituierter; die anderen „unmoralischen Zwecke“ wurden durch Sexualstraftaten ersetzt. Dazu gehört insbesondere auch, wenn jemand Absichten hegt, die zwar nicht im zweiten, aber im ersten Bundesstaat verboten sind (z. B. eine 17-jährige Person aus einem Bundesstaat, in dem das Schutzalter bei 18 Jahren liegt, in einen Bundesstaat mit niedrigerem Schutzalter bringt, um dort mit ihr zu verkehren).

## Hintergrund
Mit dem Gesetz sollte ursprünglich der Handel zwischen den Bundesstaaten reguliert werden, insbesondere die Prostitution – der sogenannte „Weiße-Sklaven-Handel“ (White-Slave Traffic). Die US-Regierung benutzte den Umweg über das Transportgesetz, weil die Gesetzgebung zu Prostitution und Sexualverbrechen den einzelnen US-Bundesstaaten obliegt, der Transport von einem in einen anderen US-Bundesstaat aber zu den Zuständigkeiten der Bundesregierung zählt. Verstöße gegen dieses Gesetz kann das FBI verfolgen.

## Aufsehenerregende Urteile
Einer der ersten, der infolge des Mann Acts verurteilt wurde, war der Schwergewichts-Box-Weltmeister Jack Johnson. Er soll eine Prostituierte dazu ermutigt haben, das Bordell, in dem sie arbeitete, zu verlassen und mit ihm in einen anderen Bundesstaat zu reisen. Lucille Cameron weigerte sich aber, gegen ihn auszusagen, und heiratete ihn später. Mit großem Aufwand baute die Staatsanwaltschaft eine neue Anklage auf (siehe auch Rassismus in den Vereinigten Staaten). Diesmal war eine Prostituierte namens Belle Schreiber Zeugin. Obwohl Johnson ihr geholfen hatte, das Bordell zu verlassen, und zwar vor Inkrafttreten des Mann Act (siehe Nulla poena sine lege), wurde er zu einem Jahr und einem Tag Freiheitsstrafe verurteilt.
Der Sänger, Gitarrist und Komponist Chuck Berry (1926–2017) wurde Mitte 1961 zu drei Jahren Freiheitsstrafe verurteilt, weil er (angeblich oder tatsächlich) gegen den Mann Act verstoßen hatte. Er wurde im Oktober 1963 vorzeitig entlassen.
2025 wurde der Musiker Sean Combs aufgrund des Mann Act verurteilt.